# Lockheed C-130 Hercules
Lockheed C-130 Hercules är ett fyrmotorigt transportflygplan med turbopropmotorer.
Flygplanets historia startar i samband med Koreakriget. Amerikanska försvarsmakten behövde ett militärt transportflygplan för att flytta stridande förband på medeldistansavstånd. Ytterligare ett krav var att flygplanet skulle kunna operera från korta och dåliga fält. Kraven med projektnamnet YC-130 skickades ut till ett flertal flygplanstillverkare. Lockheed Aircraft presenterade den lösning som bedömdes vara den bästa och fick därmed kontraktet på tillverkningen av flygplanet.

## Historia
Flygplanet, som benämndes Lockheed L-382, flög första gången 23 augusti 1954, vid Lockheeds flygfält i Burbank, Kalifornien. Serieleveranserna till USAF inleddes i slutet av 1956 under benämningen C-130. Sedan serieproduktionen inleddes har det hittills tillverkats drygt 2 100 flygplan vilken gör det till det vanligaste västerländska transportflygplanet. Inget annat militärt flygplan har heller tillverkats under så lång tidsperiod som C-130 Hercules. Den största operatören är det amerikanska flygvapnet, men det används också av ett stort antal av världens flygvapen och civila flygfraktföretag.
Flygplanet är fyrmotorigt högvingat med korta infällbara landställ för att underlätta ur- och ilastning. Baktill på flygkroppen finns en stor hydraulisk lastramp som kan öppnas under flygning för att släppa ut materiel eller fallskärmshoppare.
Interiören är ytterst spartansk. Flygkroppens insida är enbart täckt av en plastisolering och sätena utgörs av bänkar av flätade röda nylonband. Vajrar till roder löper fritt i taket och motorbullret är så högt att hörselskydd är ett krav. Förutom transportuppgifter kan C-130 användas till signalspaning, lufttankning, motmedelsuppgifter, relätrafik, väderforskning, kustbevakning och räddningsuppdrag. I mitten på 1960-talet utvecklades en markunderstödsmodell som kan användas till markattack över stora ytor; den är bland annat bestyckad med två 40 mm L-60 Bofors automatkanoner och gatlingkulsprutor.
1995 slogs Lockheed och Martin samman i bolaget Lockheed Martin Aeronautics Company och efter sammangåendet bytte flygplanet namn till Lockheed Martin C-130 Hercules.

## Versioner
Huvudversionerna bland de över 40 olika varianterna av Hercules är:
- C-130A - Leveranserna av C-130A till amerikanska försvaret inleddes i december 1956. Flygplanet var utrustat med Allison T56-A-1 turbopropmotorer och trebladiga propellrar.
- C-130B - Första B-versionen togs fram i april 1959. Den saknar vingtankar och har därmed möjlighet att utföra tyngre flygningar över kortare avstånd. Flygplanet är utrustat med Alison T56-A-7 turbopropmotorer och fyrbladiga propellrar.
- C-130E - Versionen kom 1962 och har utökad räckvidd eftersom extra bränsle kan medföras i extratankar under vingarna. Instrumenteringen uppdaterades samt vissa strukturella förändringar på konstruktionen gjordes, vilket ledde till en högre tomvikt. Flygplanet är utrustat med Allison T56-A-7 turbopropmotorer.
- C-130H - Leveranserna inleddes 1964. H-versionen är den variant som används av de flesta flygvapnen. Produktionen upphörde 1996. En förbättrad C-130H togs fram 1974 med Allison T56-A-15 turbopropmotorer på 4 591 hk. H-modellen används av RAF, som benämner den C-130K, och av svenska flygvapnet under benämningen TP 84.
- C-130H-30 är en 4,57 m förlängd version av C-130H. Förlängningen har skett genom att 2,54 m skarvats in bakom cockpit och 2,03 m i slutet av flygplanskroppen.
- C-130J - Är den nyaste versionen av Hercules. Utseendemässigt är inte skillnaderna så stora, men flygplanet har försetts med digital instrumentering i form av LCD-displayer, HUD (Head Up Display), mörkerseende, mer automatik och datorkapacitet vilket medför att antalet besättningsmedlemmar kan minskas. Flygplanet levereras i normal längd eller förlängd enligt beställarens önskemål. Flygplanet är utrustat med den nya Rolls-Royce Allison AE2100 turbopropmotorer, som är 30 procent starkare och samtidigt drar 15 procent mindre bränsle än tidigare. Dessutom förses flygplanet med sexbladiga propellrar av kompositmaterial.
- L-100 - är benämningen för den civila Lockheed L-382 Hercules.

Användare av C-130 visas i blått.

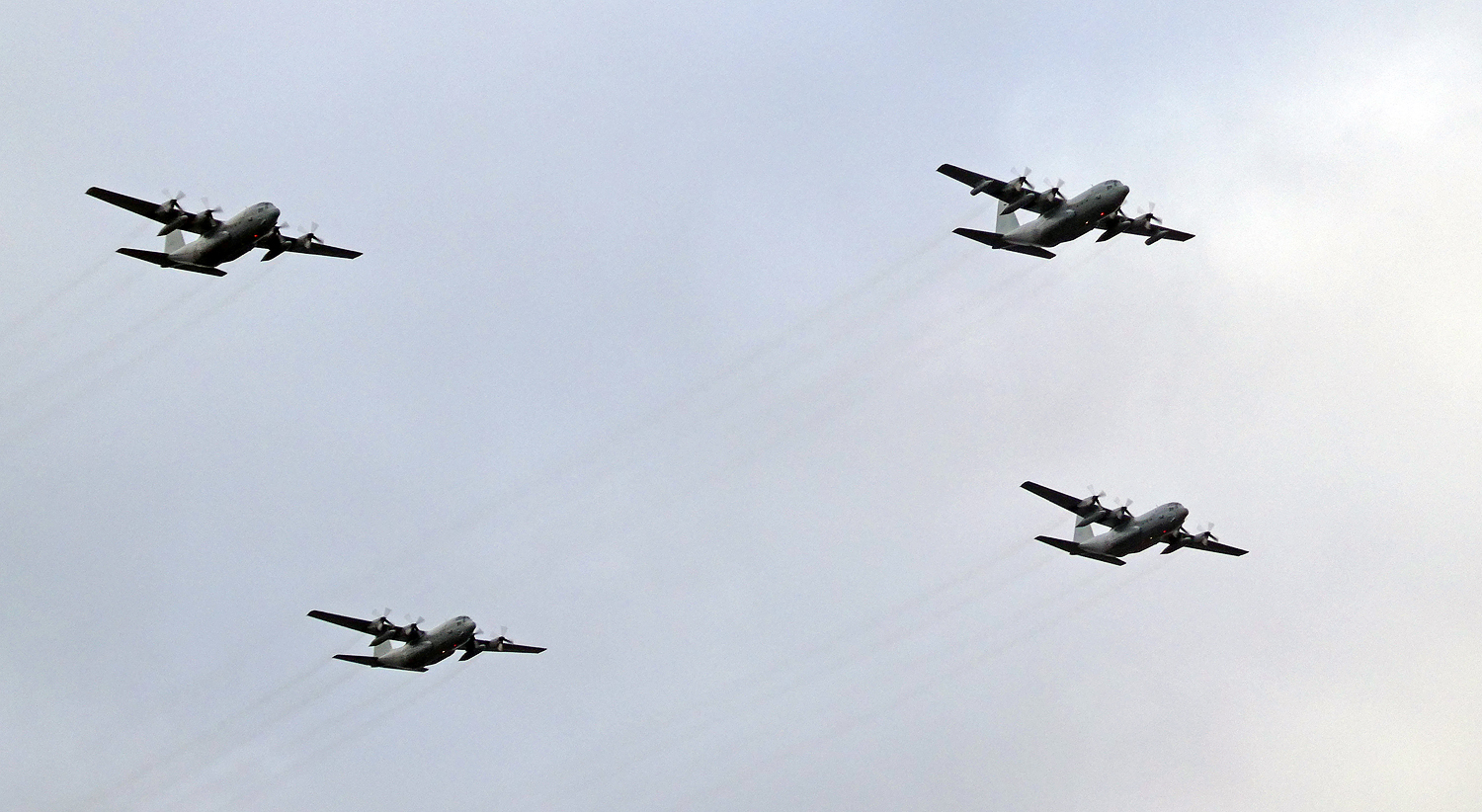
Lockheed C-130 Hercules flyger i formation över Ystad 16 dec 2020.

## Specialversioner i USA:s väpnade styrkor
Totalt opererar USA:s flygvapen 514 flygplan, fördelade på: 186 stycken i det reguljära flygvapnet, 222 i Air National Guard 222 och 106 i Air Force Reserve. Flygplanet förekommer även i USA:s flotta, USA:s marinkår och i USA:s kustbevakning.
- AC-130 -  markunderstödsflygplan för markunderstöd och markattack, bland annat utrustad med 105 mm haubits, två 40 mm L-60 Bofors automatkanoner och 20–25 mm automatkanon
- DC-130 och GC-130 -  Kontrollflygplan vid fjärrstyrning av obemannade luftfarkoster.
- EC-130 - Kommandoflygplan och utrustat för elektronisk krigföring
- HC-130P/N - Specialoperationer, övervakning, sökning och räddning
- JC-130 och NC-130 - Rymd- och raketforskning
- KC-130 - Lufttankningsflygplan för taktiskt stridsflyg
- LC-130 - Arctic/Antarctic, skidförsedd för snö- och islandningar
- MC-130E/H - Combat Talon I/II för specialuppdrag bakom fiendelinjer
- PC-130 - Marin ubåtsövervakning
- RC-130 - Spaning
- SC-130 - Sökning och räddning
- VC-130 - VIP-transport
- WC-130 - Meteorologi och väderspaning

## Kända operationer

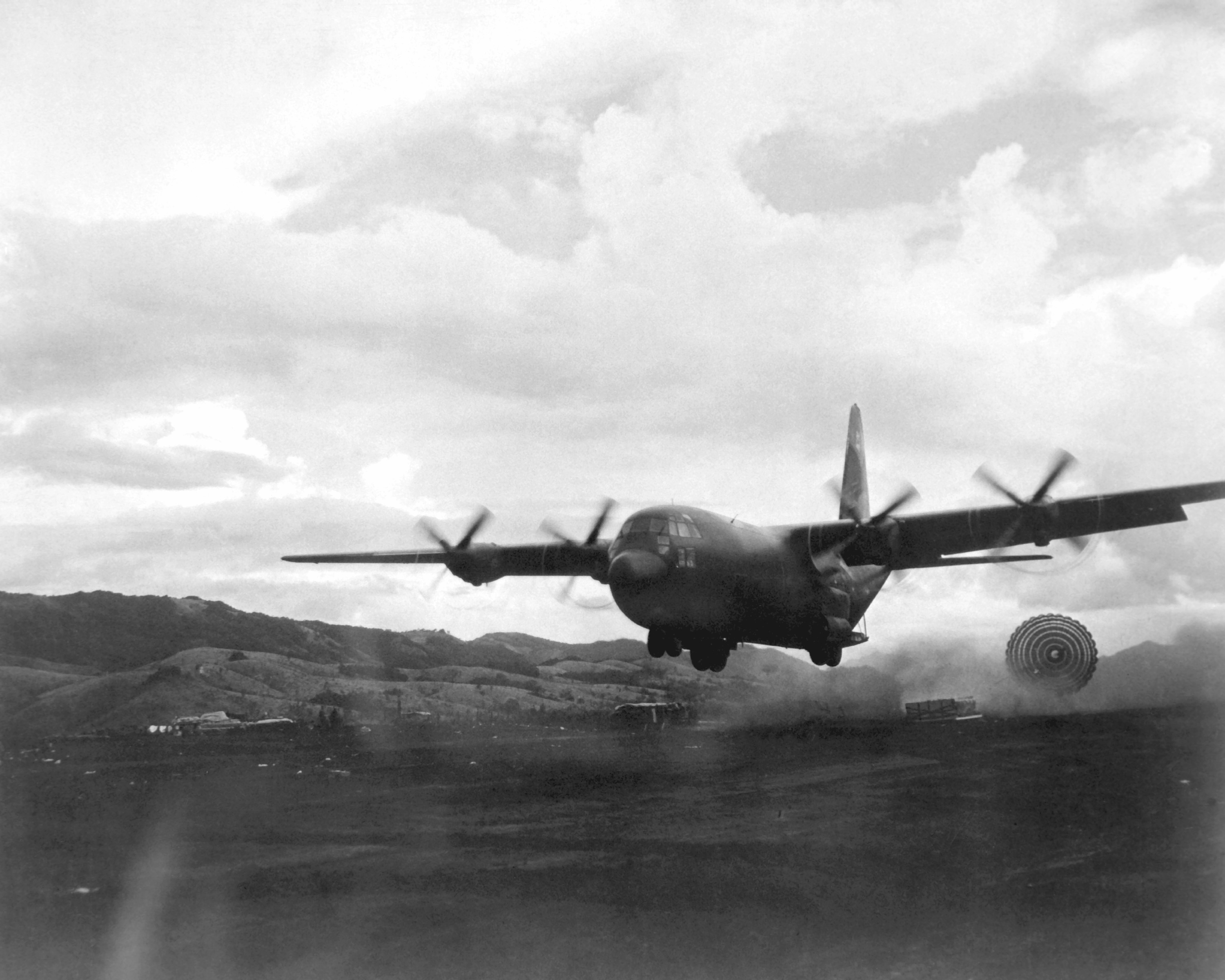
Lockheed C-130B Herkulesplan användes i Vietnamkriget bland annat för att lämna varor på platser där det var svårt att landa. Metoden att släppa paket med fallskärm från låg höjd kallades LAPES (Low Altitude Parachute Extraction System).

- I Vietnamkriget 1955-1975 transporterades både personer och varor med C-130.
- I Konflikten mellan Indien och Pakistan 1965, använde Pakistan modifierade Hercules-plan som bombplan.
- I Operation Entebbe 1976 landade tre Herkules-plan på begränsat utrymme i mörker i Uganda för att frita gisslan.
- I Falklandskriget 1982 använde Argentina flygplan av modellen C-130s.
- I Kuwaitkriget 1991 användes C-130 av USA tillsammans med Australien, Nya Zeeland, Saudiarabien, Sydkorea och Storbritannien.

## Användning i Sverige

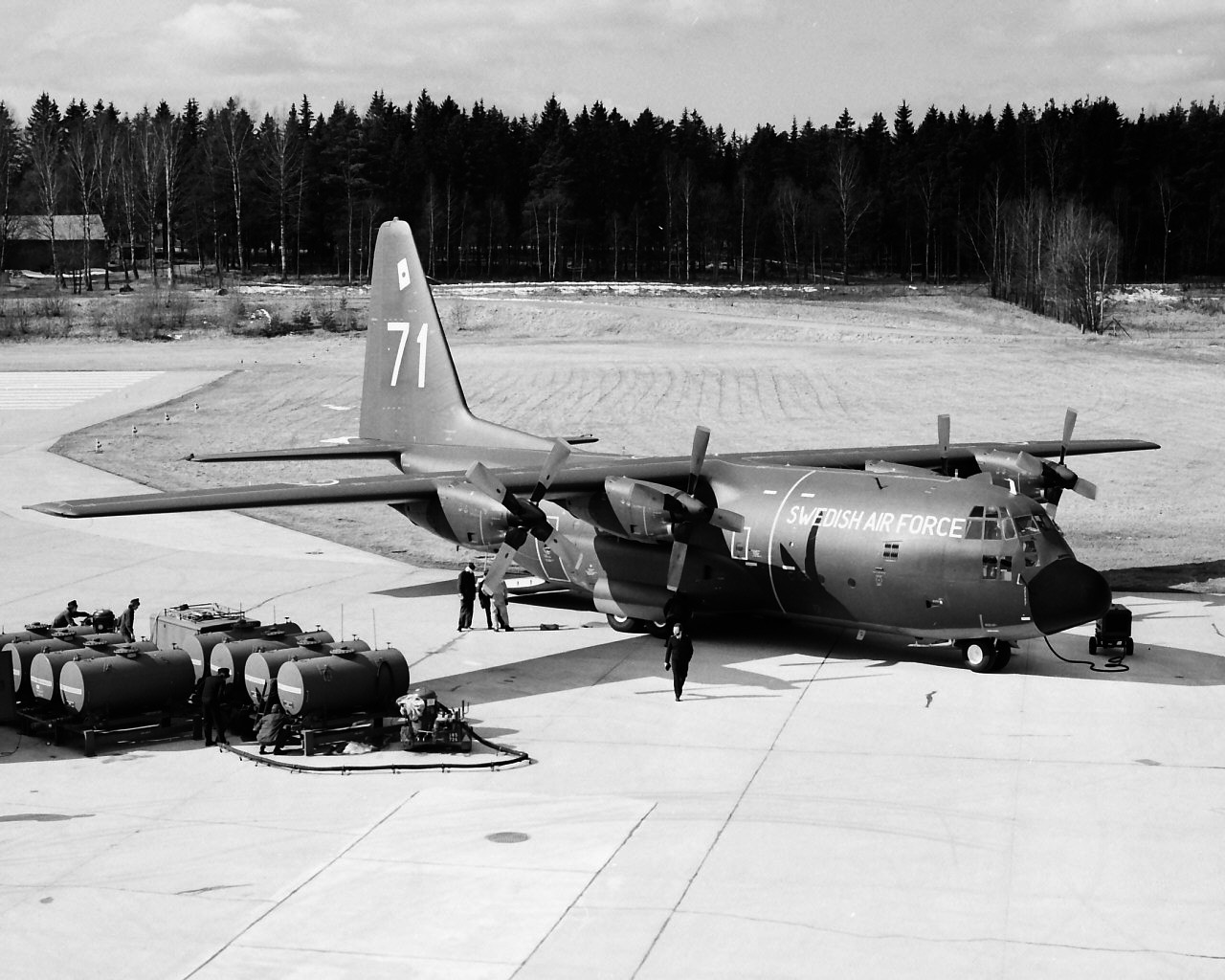
TP 84 på Södertörns flygflottilj (F 18) år 1975.

I början av 1960-talet utreddes behovet av nya transportflygplan för Försvarsmakten. Ett exemplar av De Havilland Canada DHC-4 Caribou inhyrdes för utvärdering från De Havilland Canada. Den fick svensk militär beteckning Tp 55.
Arméns fallskärmsjägarskola var nöjd med Tp 55, medan Flygvapnet såg begränsningar. Med de erfarenheter Flygvapnet gjort ansåg man att anskaffandet av en större flygplanstyp var nödvändig. Flygvapnet leasade först en Lockheed C-130E Hercules, som levererades till Skaraborgs flygflottilj (F 7) i början av mars 1965 och fick den svenska militära beteckningen TP 84.
Flygplansindividen fick individnummer 841 i Flygvapnet, och blev den första Hercules i tjänst i ett europeiskt land. Flygplanet var tillverkat för United States Air Force och bar dess serienummer 40546 på fenan tillsammans med svenska kronmärken. Det var en udda blandning av svensk och amerikansk märkning som tidigare använts, men då omvänt, på P-35A.
Flygplanet inköptes därefter av Flygvapnet i september 1965 till en kostnad på 2 250 000 $ och levererades genom en ”Fly-away” leverans, varvid serienumret på fenan togs bort. Planet behöll en tid efteråt det amerikanska kamouflaget innan det målades om.  TP 84 har sedan dess hela tiden varit baserad på transportflygenheten på Skaraborgs flygflottilj (F 7), men utför person- och materialtransporter för hela Försvarsmakten. Helmer Scotte, kapten i Flygvapnet och förste byråingenjör på Försvarets materielverk kom under åren 1975 –1981 att ansvara för leveransen av de beställda TP84 från Dobbin Airbase till F7.
Flygvapnet upptäckte att flygplanet var mycket flexibelt och när nästa större transportflygplan skulle inskaffas år 1969 valdes åter en Hercules. En tredje Hercules inköptes år 1975. De två första flygplanen var av E-varianten medan det tredje var av en senare modell. När Flygvapnet år 1981 utökade antalet Hercules med fem stycken flygplan valdes H-varianten, samma som vid inköpet år 1975. Senare modifierades de två första flygplanen så att alla flygplanen använder likadana motorer.
TP 84 kan lasta 20 ton gods, alternativt ta 91 passagerare om truppsäten används. Installeras vanliga flygplansfåtöljer, minskas antalet passagerare till 65. Vid transport av fullt utrustade fallskärmsjägare minskas antalet passagerare till 56. Som sjuktransportflygplan har det plats för 72 bårar.
Andra brukare av Flygvapnets Hercules är FN och Röda Korset. Svenska Röda Korset hyrde ett flygplan (84001) för flygning av biståndsmateriel i samband med Biafrakriget år 1968. Flygplanet målades vitt med röda kors och försågs med svensk civilregistrering SE-XBT.
Vid flygtransporter för FN:s räkning i samband med Balkankonflikten visade erfarenheterna att flygplanstypen behövde utrustas med motmedelsutrustning.
Den 15 maj 2009 startade transportflygförbandet Swedish Air Element C-130 (SAE C-130) sin operativa verksamhet. Förbandet överlämnades till chefen för ISAF och utförde flygningar över hela Afghanistan. Man var baserad på den tyska basen Camp Marmal i Mazar-e Sharif.
Flygplanen som tillhör 71. Transportflygdivisionen vid Skaraborgs flygflottilj (F 7) i Såtenäs, under 2014 påbörjade avveckling av två individer, 841 och 843. Dessa två kom från och med juni 2014 att användas så länge de var luftvärdiga, och fick enbart underhåll som kunde göras inom flottiljen. De kvarvarande individerna är planerade för modifiering.
Under Luftförsvarsövning 2021 (LFÖ21) övades landning av transporter på vägbas (B 0 Visby-1) vid tre tillfällen. Svenska flygvapnet landade Hercules 848 1 gång och 846 2 gånger samt landade US Air Force MC-130J 5778 och lastade av M142 HIMARS

### Udda uppdrag
Försvaret har genomfört transporter för civilt behov när transporterna är så komplexa att inga civila transportföretag vill eller klarar av uppgiften. Vid en landskamp på 1970-talet mellan Malta och Sverige saknade maltesisk TV utrustning för att sända matchen. Flygvapnet ställde upp med en TP 84 och flög ner kamera- och sändningsutrustning från Sveriges television (SVT).
Utvisningen av den för ambassadmordet dömde Miro Barešić och hans familj till Paraguay den 9 december 1987 skedde med en av Flygvapnets TP 84 eftersom inget civilt flygbolag ville genomföra transporten. För att göra resan lite mer komfortabel för hans hustru och det nyfödda barnet placerades ett par husvagnar i flygplanets lastrum.
Efter jordbävningen i Indiska oceanen 2004 som drabbade Syd- och Sydostasien den 26 december 2004, flögs svenska kroppar hem med Flygvapnets Hercules. De första kropparna togs emot på Arlanda flygplats och vidare på Uppsala-Ärna flygplats, före detta Upplands flygflottilj (F 16), utanför Uppsala.
År 2002 donerade det Thailändska kungahuset två asiatiska elefanter till den svenska konungen. Dessa flögs från Thailand med civilt transportplan till Frankfurt för att sedan hämtas upp i ett av Flygvapnets Herculesplan för vidare transport mot Norrköpings flygplats och Kolmårdens djurpark.

### Framtiden
Efter jordbävningen i Indiska oceanen 2004 kritiserades den svenska regeringen eftersom försvarsmaktens Hercules-flygplan inte sattes in för att evakuera skadade svenskar. Försvarsministern motiverade detta med att Hercules-planen inte var avsedda för transporter på sådana avstånd, vilket skulle erfordra flera mellanlandningar. Försvarsmaktens lösning vid liknande situationer har tidigare varit att hyra in flygplan med större kapacitet, men under denna period när efterfrågan av flygplan med lång räckvidd var stor räckte inte tillgången till för att möta behovet.
Bland annat med erfarenhet av situationen i Thailand år 2004 och Sveriges deltagande i EU:s snabbinsatsstyrkor med början av år 2008 föreslog försvarsmakten ett inköp av två st Boeing C-17 Globemaster III, till ett pris av två miljarder kronor. Svenska flygvapnet genomförde aldrig något köp av C-17, utan kom istället att ingå i det europeiska flygsamarbetet Strategic Airlift Capability (SAC), där man kommer bidra med personal för uppbyggnaden av Heavy Airlift Wing.
Under den fleråriga FN-insatsen till Cypern, på Cypern och i Mellanöstern (Israel/Egypten), transporterades materiel till de båda bataljonerna med Herculesplan. Transport gick varje vecka till Cypern, med förlängning av turen till Israel varannan vecka. "Kronans" sängar är ett exempel på varor som transporterades till drygt 500 svenska fn-soldater.[källa behövs]
Nya flygplan är under utvärdering, 2022 rapporterades det om att 4 begagnade italienska C-130J skulle köpas in. Detta skedde ej då uppgraderings kostnaden skulle bli för dyr. 2023 tillsattes en utredning för att köpa in nya plan. Det stod då mellan nya C-130J och nya C-390 Millennier.

### Användningsområden
- Transport
- Luftlandsättning
- Lufttankning

#### Luftlandsättning
Flygvapnets TP 84 används inom många områden förutom materiel- och persontransporter. Fallskärmsjägarskolan i Karlsborg, Livregementets husarer (K 3), använder regelbundet TP 84 för utbildningsfällning av fallskärmshoppare över Flugebyn norr om Karlsborg.

#### Lufttankning
Eftersom antalet flygbaser har minskat i Sverige, och JAS 39 Gripen delserie 3 utrustas med sond för lufttankning utreddes möjligheten att förse tre stycken TP 84 med utrustning för denna uppgift. Ett försöksflygplan hade utrustats med matningssond. Ingen extra interna tankar installerades eftersom flygplanet trots modifieringen till tankflygplan skulle kunna användas som vanligt transportflygplan.
Sedan den 12 juni 2010 är lufttankningsförmåga tillförd Försvarsmakten genom att ett av Flygvapnets Herculesplan har godkänts för operativ lufttankning.

### Svenska versioner
- C-130E - Med Allison T56-A-7 turboprop på 4 200 hk
- C-130H - Med Allison T56-A-15 turboprop på 4590 hk

Flygplanen har individnummer, 841 – 848. Det äldsta planet är från 1965 och det yngsta från 1981.
- 841 = TP 84A = C-130 E-1 (Utfasning av individen påbörjas under 2014)
- 842 = TP 84B = C-130 E-2
- 843 = TP 84C = C-130 H-1 (Utfasning av individen påbörjas under 2014)
- 844-848 = TP 84D = C-130 H-2[9]

Samtliga flygplansindivider ingår i 71. Transportflygdivisionen, vilken är en del av Skaraborgs flygflottilj.
| Tail Number | Flygvapennummer | Tillverkningsår | Modell                    | Serienummer | Kommentar                                                         | Bild |
| ----------- | --------------- | --------------- | ------------------------- | ----------- | ----------------------------------------------------------------- | ---- |
| 84001       | 841             | 1964            | Lockheed C-130E1 Hercules | 382-4039    | Ej luftvärdigt, sedan juli 2022 finns den på Aeroseum i Göteborg. |      |
| 84002       | 842             | 1969            | Lockheed C-130E1 Hercules | 382-4332    | Konverterad för lufttankning                                      |      |
| 84003       | 843             | 1975            | Lockheed C-130H1 Hercules | 382-4628    | Ej luftvärdigt, sedan juli 2022 finns den på Aeroseum i Göteborg. |      |
| 84004       | 844             | 1981            | Lockheed C-130H2 Hercules | 382-4881    | Utrustad med VMS - Varnings- och motmedelssystem och extratankar  |      |
| 84005       | 845             | 1981            | Lockheed C-130H2 Hercules | 382-4884    | Utrustad med VMS - Varnings- och motmedelssystem och extratankar  |      |
| 84006       | 846             | 1981            | Lockheed C-130H2 Hercules | 382-4885    | Utrustad med VMS - Varnings- och motmedelssystem och extratankar  |      |
| 84007       | 847             | 1981            | Lockheed C-130H2 Hercules | 382-4887    | Utrustad med VMS - Varnings- och motmedelssystem och extratankar  |      |
| 84008       | 848             | 1981            | Lockheed C-130H2 Hercules | 382-4890    | Utrustad med VMS - Varnings- och motmedelssystem och extratankar  |      |